# Eddie Pepperell

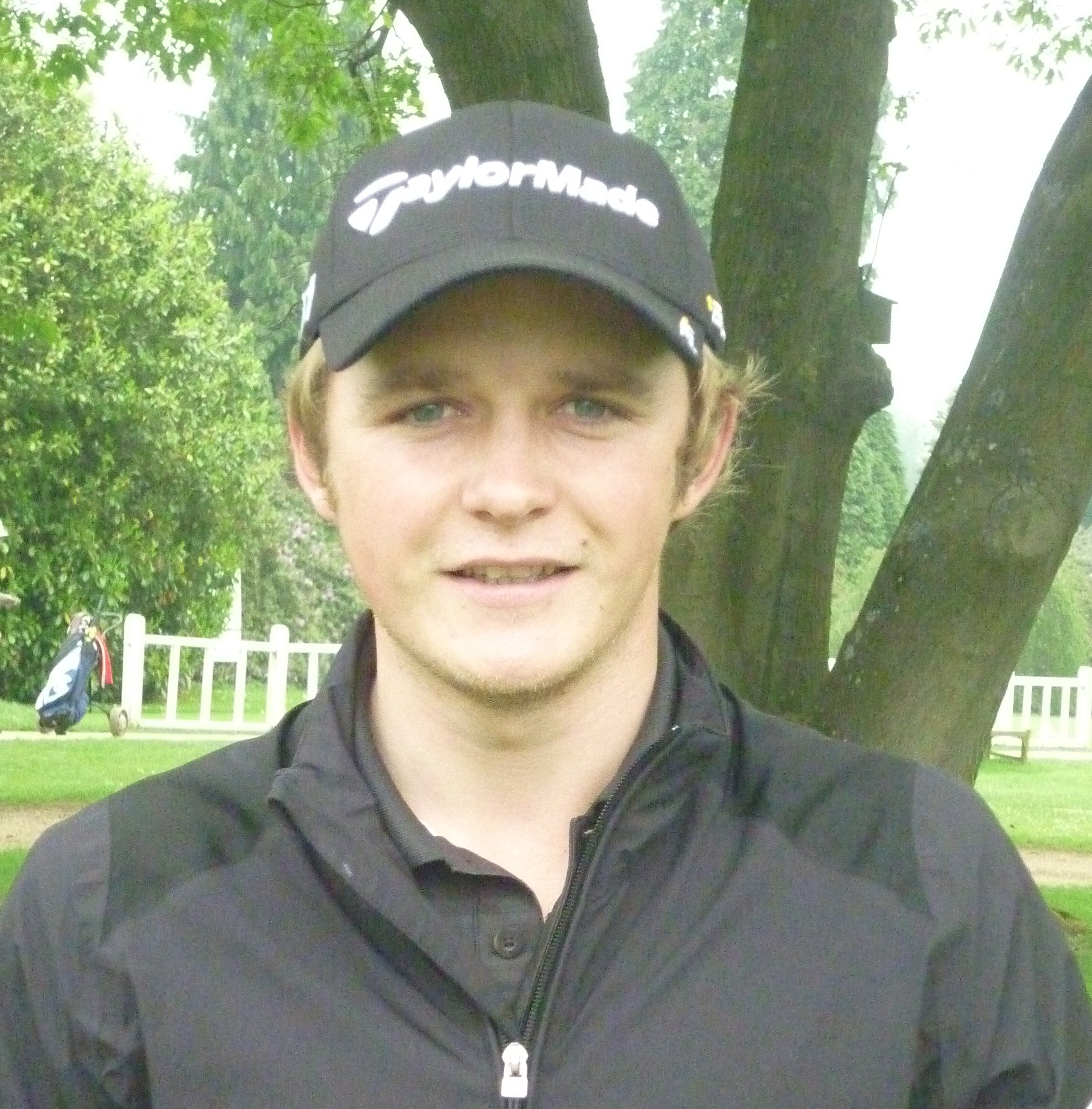
Telenet Trophy 2012

Eddie Pepperell (Oxfordshire, 22 januari 1991) is een Engelse golfprofessional.

## Amateur
Pepperell had een mooie amateurscarrière. Hij verloor de finale van Tom Lewis bij het Nationaal Boys Amateur Championship in 2009 en won daarna een paar internationale toernooien.

### Gewonnen
- 2010 Berkshire Trophy, Welsh Men's Amateur Strokeplay
- 2011 Portugees Amateur Kampioenschap

### Teams
- Jacques Leglise Trophy: 2007 (winnaars), 2008 (winnaars), 2009 (winnaars)
- St Andrews Trophy: 2010
- Eisenhower Trophy: 2010

## Professional
Pepperell werd in 2011 professional. Op de Tourschool slaagde hij er niet in zich voor de Finals te kwalificeren, dus voor 2012 was hij aangewezen op de kleine tours, totdat hij in mei een uitnodiging kreeg voor het Allianz Open Côtes d'Armor Bretagne en de play-off van Jeppe Huldahl won. Hij kreeg twee jaar speelrecht op de Europese Challenge Tour.

### Gewonnen

#### Challenge Tour
- 2012: Allianz Open Côtes d'Armor Bretagne